# Galaga
Galaga (ギャラガ?, Gyaraga) è un videogioco arcade di tipo sparatutto a schermata fissa, successore di Galaxian, pubblicato nel 1981 dalla Namco e successivamente convertito per diverse piattaforme domestiche.

## Modalità di gioco
Galaga eredita dal suo predecessore gran parte delle meccaniche di gioco. Troviamo quindi ancora una volta la nostra solita navicella, limitata al solo movimento destra-sinistra alla base dello schermo, intenta a distruggere gli alieni insettoidi invasori prima che essi facciano lo stesso.
Le differenze principali rispetto a Galaxian sono:
- la nave può sparare più rapidamente; si passa dal singolo colpo alla volta a due spari in rapida successione;
- questa volta gli alieni non compaiono direttamente in formazione ma appaiono progressivamente dai lati dello schermo in 5 gruppi da 8 unità;
- i boss di Galaga (gli insetti verdi nella parte più alta della formazione) necessitano di due colpi per essere distrutti; il primo sortirà il solo effetto di farli passare da "verdi" a "blu";
- i boss di Galaga hanno la capacità di catturare la navicella del giocatore grazie a un "raggio traente": la navicella imprigionata andrà così a disporsi in coda al mostro che l'ha catturata, rendendolo capace di sparare 2 colpi per volta. Se il giocatore possiede un'altra "vita" potrà uccidere tale mostro, liberando la navicella che, affiancandosi a quella già in gioco, gli permetterà di sparare 2 colpi alla volta invece di uno solo;
- Galaga è anche uno dei primi giochi ad avere un bonus stage, ovvero una schermata che ha l'unico scopo di far aumentare i punti del giocatore se questi si dimostrerà particolarmente abile. In Galaga l'intento del giocatore è quello di distruggere tutte le 40 navi nemiche che appariranno nello schermo, la difficoltà consiste nel fatto che le navi che entrano nello schermo non si disporranno in formazione ma se ne andranno definitivamente. In caso di successo il giocatore guadagnerà ben 10.000 punti bonus.

### Punteggio
In Galaga sono presenti tre tipi di nemici, tutti con l'aspetto che ricorda gli insetti, che offriranno un punteggio diverso secondo se sono in formazione o in attacco.
- I nemici blu danno 50 punti in formazione e 100 se attaccano.
- I nemici rossi danno 80 punti in formazione e 160 se attaccano.
- I boss invece danno 150 punti in formazione e un punteggio in attacco che dipende dalla scorta che hanno dietro:
  - Da soli - 400 punti
  - Con una nave di scorta - 800
  - Con due navi di scorta - 1600

Solitamente vengono date vite bonus al raggiungimento di 20.000 punti, 70.000 punti e ogni qual volta si raggiungeranno ancora altri 70.000 punti.

## Colonna sonora
Le musiche sono di Nobuyuki Ohnogi.

## Serie
Esistono diversi sequel del videogame: ci sono Gaplus e Galaga '88. Inoltre, per la console NEC TurboGrafx-16, viene pubblicata una versione esclusiva chiamata Galaga '90, mentre per le console Sony PlayStation e Nintendo Game Boy esiste la versione di nuova grafica Galaga: Destination Earth. Per Xbox 360 uscì Galaga Legions nel 2008 e per iOS Galaga 30th Collection nel 2011. Sempre nello stesso anno venne distribuito Galaga Legions DX per Xbox 360 e PlayStation 3 e nel 2012 anche per Windows Phone.
Il Galaga originale compare anche per piattaforme più recenti all'interno delle raccolte di classici Namco Museum.
Numerose furono anche le imitazioni e conversioni non ufficiali, come Galaga per Commodore 64 o Zalaga per BBC Micro.